# خالد الحسيني
خالد بن محمد عبد الإله الحسيني، تربوي وإعلامي سعودي. ولد يوم الإثنين 12 ربيع الأول 1373هـ الموافق 19 نوفمبر 1953م، في مكة المكرمة، ينتسب لأسرة الاشراف (آل البيت). عمل في المجالين التربوي والإعلامي.

## الحياة الاجتماعية
تزوج في 3 محرم سنة 1395هـ الموافق 16 يناير 1975م، ولديه 5 بنات وولدين. درس المرحلة الابتدائية في المدرسة المحمدية بمكة المكرمة والمتوسطة في عبد الله بن الزبير بمكة، وحصل على دبلوم معهد إعداد المعلمين الثانوي في مكة، ثم على دورة لمدة عام في الإدارة التربوية من جامعة أم القرى في 1403هـ - 1983م.

## العمل الصحفي
التحق في سن مبكرة بالعمل الصحفي في 1397هـ - 1977م في جريدة البلاد عندما كان رئيس تحريرها الأستاذ عبد المجيد شبكشي، وتدرب على يد الصحفي المعروف الدكتور هاشم عبده هاشم عندما كان مديراً لتحرير الصحيفة.
انتقل من البلاد إلى جريدة الندوة في عام 1401هـ - 1980م، وحقق العديد من الأعمال الصحفية أبرزها نشر لائحة المعلمين على مستوى المملكة، ثم أختير مديراً لمكتب جريدة الرياض بمكة المكرمة في شعبان 1402 هـ - 1982م واستمر فيها حتى 1413هـ. ثم عاد إلى جريدة الندوة كاتبًا وصحفيًا وخلال هذه الفترة اختير مديرًا لإدارة الندوة ثم مديرًا للتحرير وغادر جريدة الندوة للعودة مرة أخرى للبلاد. اعتبارا من عام 1423هـ - 2002م - إلى 1437هـ 2016 مارس خلالها مختلف العمل الصحفي في البلاد (أقدم صحيفة في المملكة العربية السعودية. رشح قبل سنوات رئيسًا لتحرير الندوة من قبل أعضاء المؤسسة) قام بتغطية جولات وزير الداخلية الأمير نايف رحمه الله في الحج من عام 1399 هـ وحتى وفاته في عام 1432 هـ، ووزراء الداخلية الأمير أحمد والأمير محمد بن نايف حتى حج عام 1437 هـ، وهو الصحفي الوحيد الذي استمر في تغطية الجولة طوال هذه السنوات. أصدر في يوم الأحد 9 ربيع الثاني 1435هـ الموافق 9 فبراير 2014م كتابه «حياة في الصحافة والتربية» قدم له الدكتور هاشم عبده هاشم رئيس تحرير صحيفة عكاظ سابقًا، وتحدث فيه عن مشواره التربوي والإعلامي على مدى أربعة عقود. أصدر الطبعة الثانية منه في جماد ثاني 1435هـ أبريل 2014م.

## العمل التربوي
بدأ معلماً في مكة المكرمة في 14 شوال 1394هـ الموافق 31 أكتوبر 1974م في مدرسة الحجون الابتدائية. رُشح مبكرا في محرم 1399هـ مديراً لمدرسة الملك خالد الابتدائية في مكة المكرمة في بداية تأسيسها، واختار لها اسم الملك خالد، وأدارها لمدة 19 عاماً حتى 1417هـ - 1996م، وكانت من أبرز المدارس في المنطقة وأصدر عنها في 1412هـ - 1991م كتابها الأول. ثم رشح مديرا للمدرسة الرحمانية الابتدائية في مكة المكرمة في 9 جمادى الأولى 1417هـ الموافق 30 سبتمبر 1996م، وعمل على إعادة تاريخها وإثبات تأسيسها في 1330هـ - 1911م لتصبح أول مدرسة حكومية في المملكة العربية السعودية، وأصدر كتابها الوثائقي التاريخي الأول في شعبان 1420هـ - 1999م، واستمر فيها حتى 30 ذي الحجة 1425هـ الموافق 10 فبراير 2005م. تقدم بطلب التقاعد المبكر اعتباراً من غرة محرم 1426هـ - 2005م، بعد خدمة 32 عاماً في المجال التربوي قضى منها 27 عاماً في الإدارة المدرسية. أقيم حفل لتكريمه لتقاعده في قصر بدر في مكة المكرمة في يوم الثلاثاء 25 شوال 1425هـ بحضور وكيل إمارة منطقة مكة المكرمة الأستاذ عبد الله الفايز ومدير تعليم المنطقة الأستاذ عليوي القرشي رحمه الله وعدد من رجال التربية والإعلام.

## وصلات خارجية
- حياة في الصحافة والتربية.